# 舊西爾利亞 (盧吉尼區)
51°6′8″N 28°17′36″E / 51.10222°N 28.29333°E
舊西爾利亞（烏克蘭語：Старосілля），是烏克蘭北部的村莊，隸屬日托米爾州的科羅斯滕區。該村始建於1888年，面積1.16平方公里，海拔高度183米，2001年人口164，人口密度每平方公里141.38人。